# Maycoba
Maycoba es una localidad del estado mexicano de Sonora, ubicada al este del estado en lo alto de la Sierra Madre Occidental, forma parte del municipio de Yécora.
Maycoba se encuentra ubicada en las coordenadas geográficas 28°23′30″N 108°39′34″O / 28.39167, -108.65944 y a una altitud de 1,520 metros sobre el nivel, una de las zonas más elevadas de la Sierra Madre Occidental en el estado de Sonora, se encuentra a uno 20 kilómetros al oeste de la frontera entre Chihuahua y Sonora, y su principal vía de comunicación es la Carretera Federal 16 que la une hacia el oeste con el estado de Chihuahua y hacia el este con la cabecera municipal, Yécora y con la capital del estado la ciudad de Hermosillo. De acuerdo a los resultados del Conteo de Población y Vivienda realizado en 2005 por el Instituto Nacional de Estadística y Geografía, la población total de Maycoba es de 848 habitantes, de los cuales 436 son hombres y 412 son mujeres.
El 9 de abril de 2010 ocurrió en Maycoba un ataque por parte de presuntos sicarios que dispararon contra edificaciones y causaron por lo menos cuatro muertos.